# توماس بکت
توماس بکت (به انگلیسی: Thomas Becket) اسقف اعظم در کلیسای جامع کانتربری بود. وی با هنری دوم پادشاه انگلستان بر سر حقوق کلیسا دچار مشکل شد و سرانجام به دستور هنری به قتل رسید.

## زندگی
در سالِ ۱۱۱۸ میلادی به دنیا آمد. پدر و مادر او هر دو درفرانسه به دنیا آمده بودند. پدرش مردی دیوانی و صاحب جاه بود که در بندرگاه لندن شغل مهمی داشت. وی در لندن به مدرسه رفت و چون صاحب زبانی شیرین و حافظه‌ای نیرومند بود پیوسته مورد تحسین و تشویق آموزگاران خود قرار می‌گرفت. پس از آنکه پدر بکت دچار تنگدستی شد وی ناگزیر گردید به شغل دبیری بپردازد. دیری نگذشت که بکت به لیاقت شهرت یافت. در سالگی به معاونت کلیسای کنتربری انگلیس برگزیده گشت. بعد از مدتی چون اسقف کلیسا و بکت با فرامین شاه مخالفت کرده بودند دستگیر و زندانی شدند ولی هر دو از زندان گریخته و به فرانسه رفتند. بعد از مدتی بکت وارد خدمت پادشاه جدید شده و با دل و جان خدمتگزار وی گردید و بعد از مدتی در راس هئیتی برای انعقاد قرارداد با دولت فرانسه به آن کشور رفت و این مأموریت را بنحو احسن انجام داد. در سال ۱۱۵۲ بکت به مقام اسقفی کلیسای کنتربری برگزیده شد وی در ۵۲ سالگی در محراب کلیسا به دست هنری دوم پادشاه انگلیس به قتل رسید.

## نگارخانه

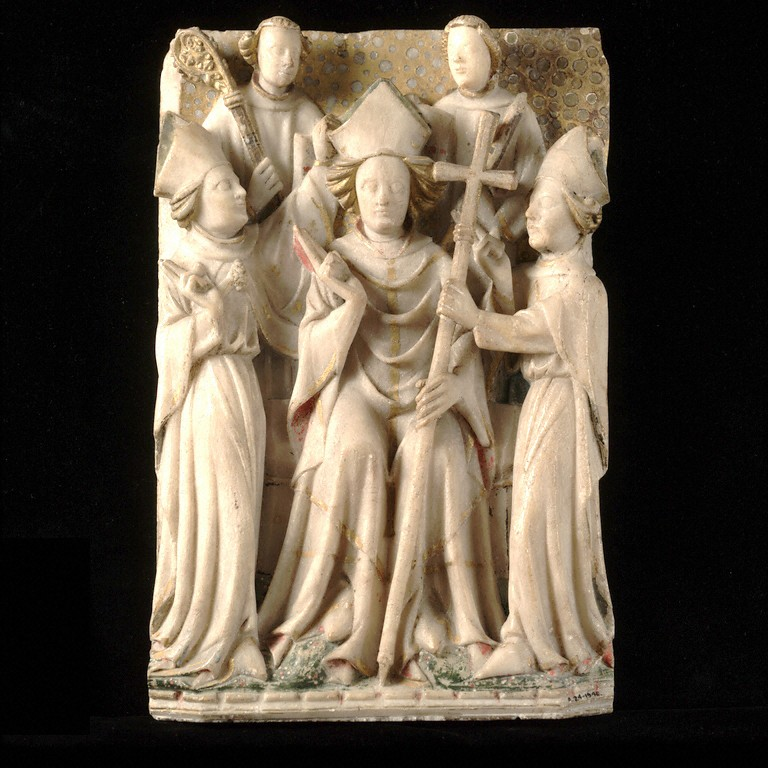
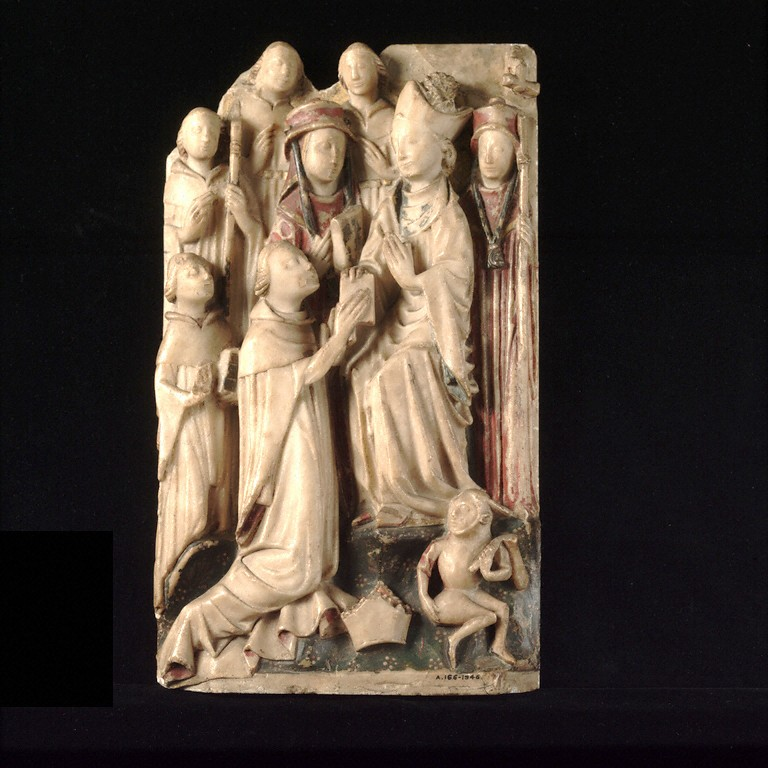